# Charlotte Mordal
Charlotte Mordal est une handballeuse norvégienne née le 17 mars 1988. Elle évolue au poste d'ailière gauche au club d'Issy Paris Hand depuis la saison 2010-2011.

## Biographie
Née à Oslo, elle a évolué, comme amateur Championnat de Norvège, sous les couleurs du club de Bækkelagets SK entre 2006 et 2009, saison où elle termine meilleure marqueuse du club. Elle rejoint la saison suivante Nordstrand IF.
En 2010, elle suit son compagnon Magnus Dahl qui est alors gardien au club du Paris Handball
En octobre 2011, elle est reconnue "joueuse du mois" par la ligue féminine de handball
Elle fait ses débuts pour l'équipe de Norvège le 5 juin 2010 face au Danemark, match qui se solde par une victoire 25-24.
Pré-sélectionnée pour le Championnat d'Europe 2010, elle ne jouera finalement aucun match.
Après quatre années fructueuses avec le club francilien Issy Paris Hand, elle quitte le club pour cause de maternité et met fin à sa carrière sportive.

## Clubs
- Bækkelagets SK : 2006-2009
- Nordstrand IF : 2009-2010
- Issy Paris Hand :  2010-2014

## Palmarès

### En club
compétitions internationales
- finaliste de la coupe d'Europe des vainqueurs de coupe en 2013 avec Issy Paris Hand
- finaliste de la coupe Challenge en 2014 avec Issy Paris Hand

compétitions nationales
- vainqueur de la Coupe de la Ligue en 2013 avec Issy Paris Hand
- vice-championne de France en 2012 et 2014 avec Issy Paris Hand
- finaliste de la coupe de France en 2014 avec Issy Paris Hand